# Alberto da Silveira Ramos
Alberto da Silveira Ramos (Lisboa, Santa Maria de Belém, 22 de Fevereiro de 1912 - Lisboa, 17 de Outubro de 1983) foi um engenheiro civil português.

## Biografia

### Nascimento e educação
Alberto da Silveira Ramos nasceu no interior do Palácio de Belém, em 22 de Fevereiro de 1912, sendo filho do general Indaleto Herculano e Silva Ramos, Ministro da Guerra, e de Maria Albertina Cristiano da Silveira. O seu tio-avô era o general Alberto da Silveira.
Fez o ensino secundário no Colégio Militar, e depois formou-se em Engenharia Civil pela Faculdade de Engenharia da Universidade do Porto.

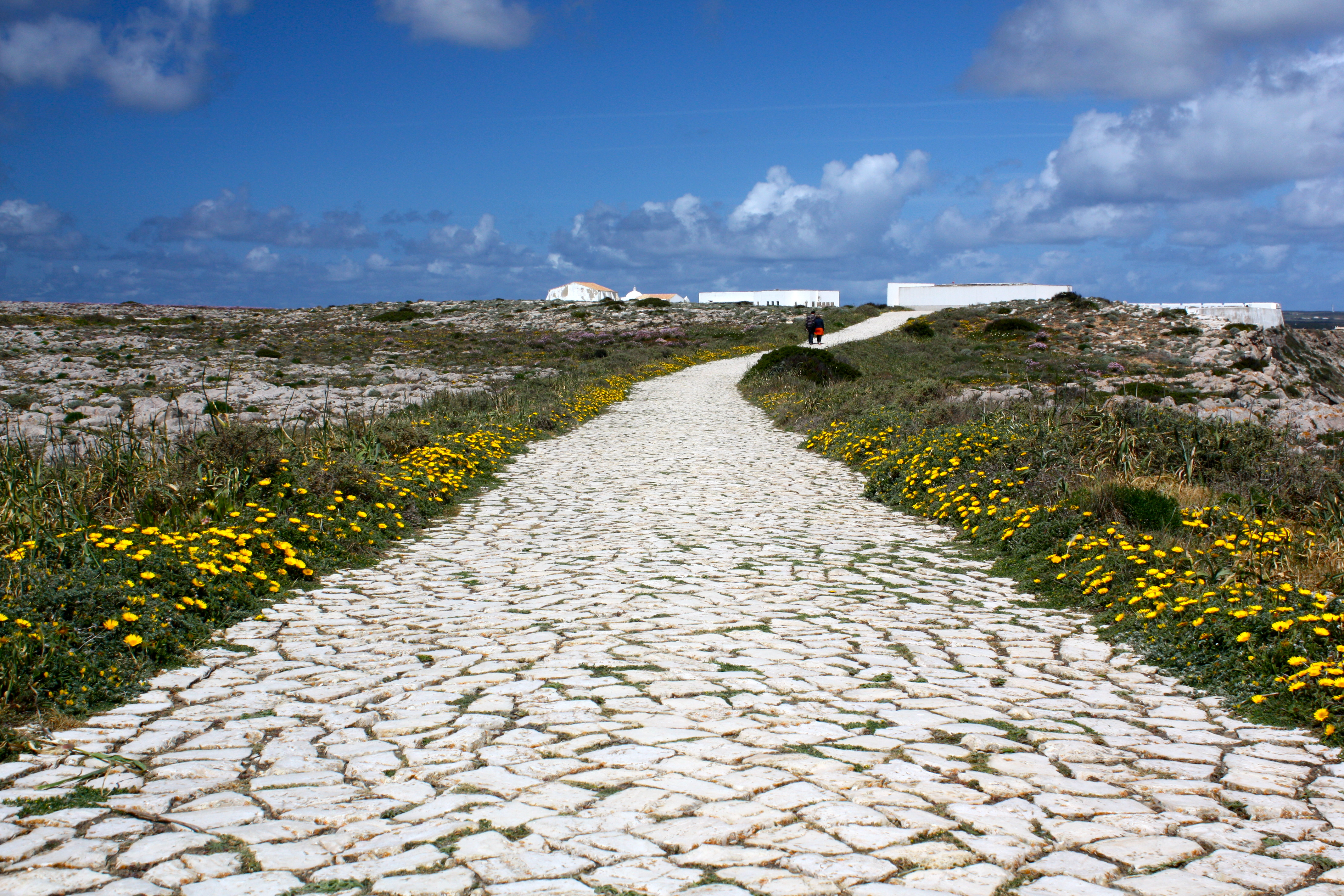
Estrada no interior da Fortaleza de Sagres.

### Carreira profissional
Esteve ao serviço da Junta Autónoma das Estradas, onde foi colocado em Faro. Esteve cerca de treze anos no Algarve, tendo atingido a posição de director de estradas do Distrito de Faro. Distinguiu-se por ter remodelado a rede rodoviária do Algarve, utilizando normalmente um sistema de subvenção directa, reduzindo os custos com terceiros e aumentando os salários dos cantoneiros. Foi responsável pelo planeamento da estrada no interior da Fortaleza de Sagres, e pelo envolvimento da Avenida das Descobertas em Lagos. Também foi responsável pela instalação de novas estradas, algumas delas inspiradas nos percursos das tropas estrangeiras durante a Primeira invasão francesa. Em meados do século XX, ascendeu a director da Circunscrição de Estradas de Lisboa, sendo colocado em Santarém, onde permaneceu cerca de quinze anos. Destacou-se naquela posição durante a construção da estrada entre Alpiarça e Chamusca, onde conseguiu realizar a obra, apesar do orçamento ser tão restrito que em condições normais apenas daria para metade do percurso.
Além das suas funções na Junta Autónoma das Estradas, também fez várias obras na região do Algarve, algumas delas de forma gratuita, como a segunda fase do projecto de construção do Cemitério de São Estêvão em Tavira. Também planeou o primeiro posto de abastecimento de gasolina em Lagos. Surge nos boletins do Ministério das Obras Públicas da década de 1950 como um dos engenheiros empregados na planificação dos bairros e casas sociais, tendo sido, por exemplo, o urbanista no Bairro Engenheiro Sá e Melo, em Tavira, e o engenheiro técnico do Bairro de Casas para Famílias Pobres, em Loulé. Também naquela cidade, foi um dos responsáveis pela construção do monumento a Duarte Pacheco.
Esteve igualmente integrado na Mocidade Portuguesa, para a qual escreveu pelo menos dois livros, Cartas aos Filiados, publicado em 1942, e Campismo Educativo, lançado em 1945.

### Falecimento e família
Casou com María del Carmen Barceló, de origem Espanhola, com quem teve cinco filhos.
Faleceu na cidade de Lisboa, em 17 de Outubro de 1983.

## Obras publicadas
- Cartas aos Filiados, Mocidade Portuguesa, 1942
- Campismo Educativo, Mocidade Portuguesa, 1945